# Bahia Shehab
Bahia Shehab (en árabe: بهية شهاب‎; Beirut, 1977) es una artista multidisciplinaria, diseñadora, historiadora, directora creativa, educadora y activista de origen libanés y con residencia en El Cairo, Egipto. Su trabajo está relacionado con la identidad y el patrimonio cultural, y utiliza la historia del arte islámico y, en particular, la caligrafía y el diseño gráfico árabes para explorar la política árabe contemporánea, el discurso feminista y otras cuestiones sociales.
Su trabajo como activista se centra en el uso del arte y el estudio de la historia como herramientas de transformación social. Su obra artística se basa en temas como la identidad árabe y los derechos de la mujer. Shehab pone el foco en la escritura árabe y la caligrafía asociada a ella, la cual fue declarada Patrimonio de la Humanidad por su tradición milenaria.
Fue notable su activismo artístico-político durante la Revolución egipcia de 2011, llenando de carteles las calles de El Cairo. Desde entonces, su obra se ha exhibido en exposiciones de todo el mundo, recibiendo varios premios. En 2019 apareció en el catálogo Polaris producido por Visual Collaborative, donde fue entrevistada junto a otros artistas internacionales. Es una de las 100 Mujeres de la BBC.

## Biografía

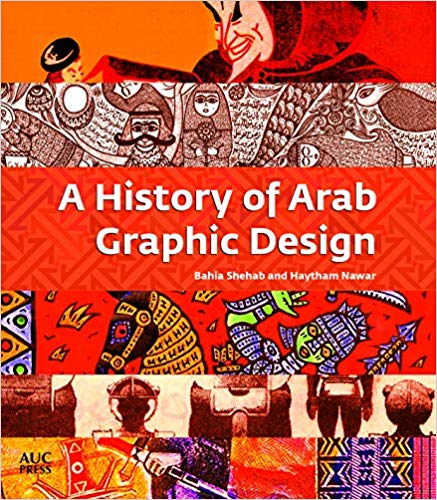
Junto a Haytham Nawar publicó en 2020 un libro pionero sobre la historia del diseño gráfico en el mundo árabe

### Primeros años
Bahia Shehab nació en 1977 en el Líbano, y allí creció. Estudió diseño gráfico en la Universidad Americana de Beirut, estudió una maestría en la Universidad Americana de El Cairo y completó su doctorado en la Universidad de Leiden en los Países Bajos.

### Carrera
Shehab ejerció como profesora en la Universidad Americana de El Cairo (AUC) en 2010, y en 2011 estableció el programa de Diseño Gráfico en el Departamento de Artes de la Facultad de Humanidades y Ciencias Sociales de la AUC. El programa se centró en la cultura visual del mundo árabe y alienta a los estudiantes a ampliar su conocimiento de la cultura visual árabe mientras trabajan en varios proyectos de diseño. Shehab alienta a sus alumnos a hacer uso de sus intereses mientras desarrollan su trabajo y enfatiza la necesidad de usar el diseño para resolver problemas. Ha impartido más de diecisiete cursos de diseño.
Shehab ha dictado conferencias a nivel internacional sobre cultura visual y diseño árabes, educación en diseño y desarrollo de planes de estudio, derechos de la mujer, cuestiones sociales y herencia cultural islámica. Asimismo, Shehab es miembro de varias juntas editoriales, corporativas y sin fines de lucro. Ha servido a nivel local, regional e internacional en jurados internacionales de diseño, por ejemplo, para los 101.os Premios Anuales del Club de Directores de Arte de Nueva York.
En 2017 realizó la obra artística y activista que la volvió internacionalmente conocida, A Thousand Times NO.
En 2020, Shehab fundó TYPE Lab, una sección de la AUC dedicada a documentar y promover el desarrollo de la escritura árabe. TYPE Lab publicó la Enciclopedia visual de las letras árabes, donde se definen más de 70 000 tipos de letras árabes históricas y contemporáneas, proyecto al que le ha dedicado siete años de investigación.

## Publicaciones
- 2019: At the corner of a dream: a journey of resistance & revolution: the street art of Bahia Shehab. ISBN 978-1-909942-40-0. OCLC 1241665438.
- 2020, junto con Haytham Nawar: A history of Arab graphic design (en inglés). ISBN 978-1-64903-195-2. OCLC 1259627612. Este libro examina el trabajo de ochenta diseñadores relevantes desde Marruecos hasta Iraq, cubriendo el periodo desde finales del XIX hasta finales del XX.[10]
- 2021: You can crush the flowers: A visual memoir of the Egyptian revolution. ISBN 1-909942-58-8. OCLC 1291098200.